# Marchspitze
Marchspitze är en bergstopp i Österrike.   Den ligger i distriktet Reutte och förbundslandet Tyrolen, i den västra delen av landet, 500 km väster om huvudstaden Wien. Toppen på Marchspitze är 2 610 meter över havet, eller 231 meter över den omgivande terrängen. Bredden vid basen är 2,0 km.
Terrängen runt Marchspitze är huvudsakligen bergig. Runt Marchspitze är det ganska glesbefolkat, med 26 invånare per kvadratkilometer.. Närmaste större samhälle är Mittelberg, 16,5 km väster om Marchspitze. 
I omgivningarna runt Marchspitze växer i huvudsak barrskog.